# Clement Wilson
Clement Pierce Wilson (ur. 1 lutego 1891 w Belle Plaine, zm. 7 kwietnia 1983 w Bradenton) – amerykański lekkoatleta specjalizujący się w biegach sprinterskich, olimpijczyk.
Uczestniczył w rywalizacji na V Igrzyskach olimpijskich rozgrywanych w Sztokholmie w 1912 roku. Startował tam w trzech konkurencjach lekkoatletycznych. W biegu na 100 metrów oraz na 200 metrów dotarł do fazy półfinałowej. Wilson był także członkiem amerykańskiej sztafety 4 × 100 metrów, która została z dyskwalifikowana w półfinale za przekroczenie strefy zmian.
Rekordy życiowe: 100 metrów – 10,8 (1912); 200 metrów – 21,9 (1912).